# Einsiedlerhöhlen von Sabariz
Die Einsiedlerhöhlen von Sabariz (portugiesisch as covas eremíticas de Sabariz) liegen etwa sechs Kilometer südöstlich der Stadt Viana do Castelo bei der Siedlung Vila Fria in der Nordregion Portugals.
Die 1978 entdeckte frühmittelalterliche Gruppierung von in den Fels gearbeiteten Zellen liegt in einem stark überwachsenen Waldgebiet im Hinterland der Mündung des Rio Lima. Es ist unklar, ob die ersten in Portugal entdeckten Einsiedlerhöhlen in die Westgotenzeit oder eher in die frühe Zeit der Reconquista zu datieren sind. 
Bei den Einsiedlerhöhlen von Sabariz handelt sich um drei parallel angeordnete Gruppen von Nischen und Räumen. Die Kombination einer großen Seitennische und eines kleinen endständigen Raumes mit gerundeten, aber nahezu rechteckigen Grundrissen ist drei Mal vorhanden. Dazu kommen bei zwei der Gruppen kleinere apsidenförmige Nischen. Ebenso wie die aus einem einzelnen Raum bestehende vierte Aushöhlung, die schräg dazu liegt, gehen alle von dem großen gemeinsamen Vorraum aus. Der gesamte Komplex ist nur etwa 150 Quadratmeter groß. 